# Phare d'Högby
Le phare d'Högby (en suédois : Högby fyr) est un phare situé  à Borgholm sur l'île d'Öland, appartenant à la commune de  Mönsterås, dans le Comté de Kalmar (Suède).
Le phare d'Högby est inscrit au répertoire des sites et monuments historiques par la Direction nationale du patrimoine de Suède  depuis 1978.

## Histoire
Le phare, du design de l'architecte Johan Höjer unique en Suède, a été érigée en 1898 en bout de la péninsule. La tour avait été exposée à l'Exposition de Stockholm en 1897 avant d'être transportée à Högby. À l'origine la lumière fonctionnait avec une lampe au kérosène, puis au gaz à partir de 1908. Le phare a été électrifié en 1945 avec une ampoule de 1 000 watts et entièrement automatisée en 1967. Aujourd'hui la lumière est une ampoule faible de 60 watts, et l'ancienne lentille de Fresnel a été remplacée. Le phare appartient à l'administration maritime suédoise.
Aujourd'hui, la maison du gardien est devenue une résidence privée d'un artiste et contient un studio d'art et une salle d'exposition.
Il est localisé en fin d'une longue péninsule de sable au nord-est de l'île d'Öland à 2,5 km au sud-est d'Högby.

## Description
Le phare  est une tour circulaire métallique à haubans de 23 mètres de haut, avec une galerie et une lanterne, à côté de l'ancienne résidence des gardiens de deux étages. Le phare est peint en blanc et le dôme de la lanterne est gris. Il émet, à une hauteur focale de 21,7 mètres, deux longs éclats (blanc, rouge et vert) selon différents secteurs toutes les 12 secondes. Sa portée nominale est de  12,5 milles nautiques (environ 23 km).
Identifiant : ARLHS : SWE-032 ; SV-5487 - Amirauté : C7266 - NGA : 7752 .

## Caractéristique dufeu maritime
Fréquence : 12 secondes (W)
- Lumière : 2 secondes
- Obscurité : 2 secondes
- Lumière : 2 secondes
- Obscurité : 6 secondes

|          |
| Le phare |

|             |
| La lanterne |

### Lien connexe
- Liste des phares de Suède